# Wilhelm Gottlieb Beyer

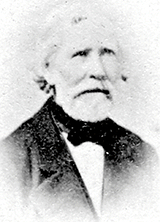
Wilhelm Gottlieb Beyer

Christian Wilhelm Franz Gottlieb Beyer, auch Wilhelm Theophilus Beyer (* 25. Dezember 1801 in Parchim; † 11. August 1881 in Schwerin) war ein deutscher Jurist und Archivar.

## Leben
Wilhelm Gottlieb Beyer war ein Sohn des evangelischen Theologen und Superintendenten des Kirchenkreises Parchim Georg Gottlieb Beyer (1737–1808) aus dessen zweiter Ehe mit Juliane Friederike, geb. Brandt (1762–1819). Als Wilhelm Gottlieb Beyer sechs Jahre alt war verstarb der Vater, kurz darauf auch die Mutter.
Beyer besuchte das Friedrich-Franz-Gymnasium (Parchim) und das Fridericianum Schwerin, bevor er ab 1820 Theologie, Geschichte und Rechtswissenschaft an der Friedrichs-Universität Halle und der Universität Rostock studierte. Am 10. Juni 1831 wurde er in Rostock zum Dr. iur. promoviert. Er arbeitete zunächst als Advokat in Parchim. Für drei bis vier Jahre verwaltete er nebenberuflich zudem das Kirchensekretariat der Superintendentur in Parchim. Ab 1845/46 war er als Sekretär am Geheimen und Hauptarchiv in Schwerin tätig. 1863 wurde er Archivar und 1867 Archivrat. Bei Eintritt in den Ruhestand 1880 erhielt er den Charakter Geheimer Archivrat verliehen.
Wilhelm Gottlieb Beyer war seit 1835 Mitglied, seit 1876 Ehrenmitglied des Vereins für mecklenburgische Geschichte und Altertumskunde. Er war Träger des Hausordens der Wendischen Krone. Zudem engagierte er sich ehrenamtlich als Bürgervorsteher, Deputierter der Eximierten im Armenkollegium und als Mitbegründer und Vorstandsmitglied eines Vereins zur Rettung verwahrloster Kinder.
Sein umfangreicher Nachlass mit Materialsammlungen zu verschiedenen Aspekten der mecklenburgischen Geschichte, Aufzeichnungen zu seiner Sammlung bürgerlicher Siegel, Manuskripten und Korrespondenzen befindet sich im Landeshauptarchiv Schwerin.

## Werke
- 1844: Aberglauben in Mecklenburg
- 1846: Urkundliche Geschichte des Fürsten Pribislav von Parchim-Richenberg
- 1855: Erinnerungen an die nordische Mythologie in Volkssagen und Aberglauben Mecklenburgs
- 1867: Die wendischen Schwerine
- 1872: Die Landwehren und die Grenzheiligtümer des Landes der Redarier. In: Jahrbücher des Vereins für mecklenburgische Geschichte